# 丸龜城
丸龜城是位於香川縣丸龜市（舊為讚岐國那珂郡）的一座城。別名龜山城、蓬萊城。該城的天守是日本十二座現存天守之一，也是最小的現存天守。此外該城的石垣總高達到60米，為日本第一高。順便一提，單一石垣最高為大阪城，高度為33米。
現在天守和大手門皆現存的只有丸龜城、弘前城和高知城。

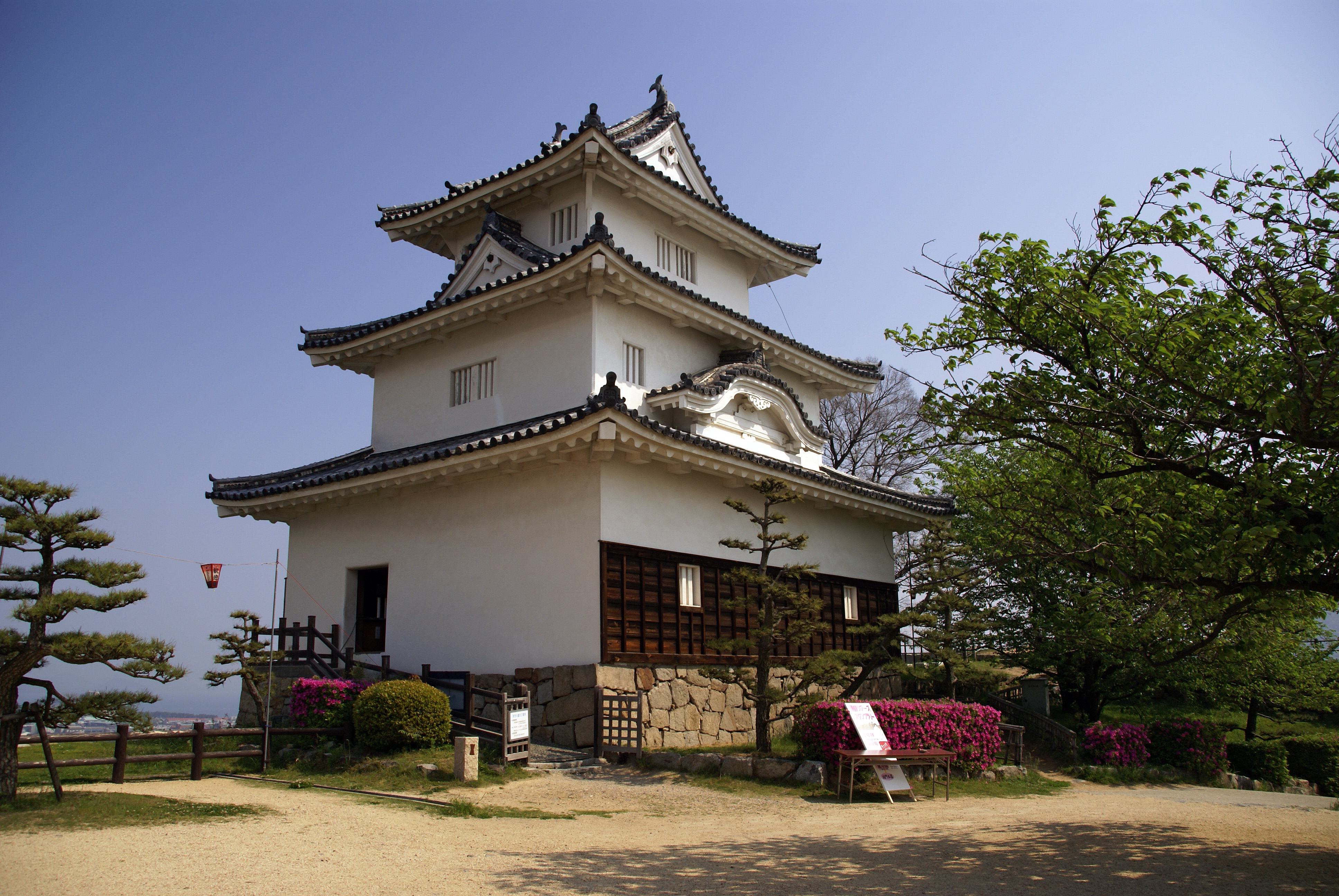
丸龜城天守

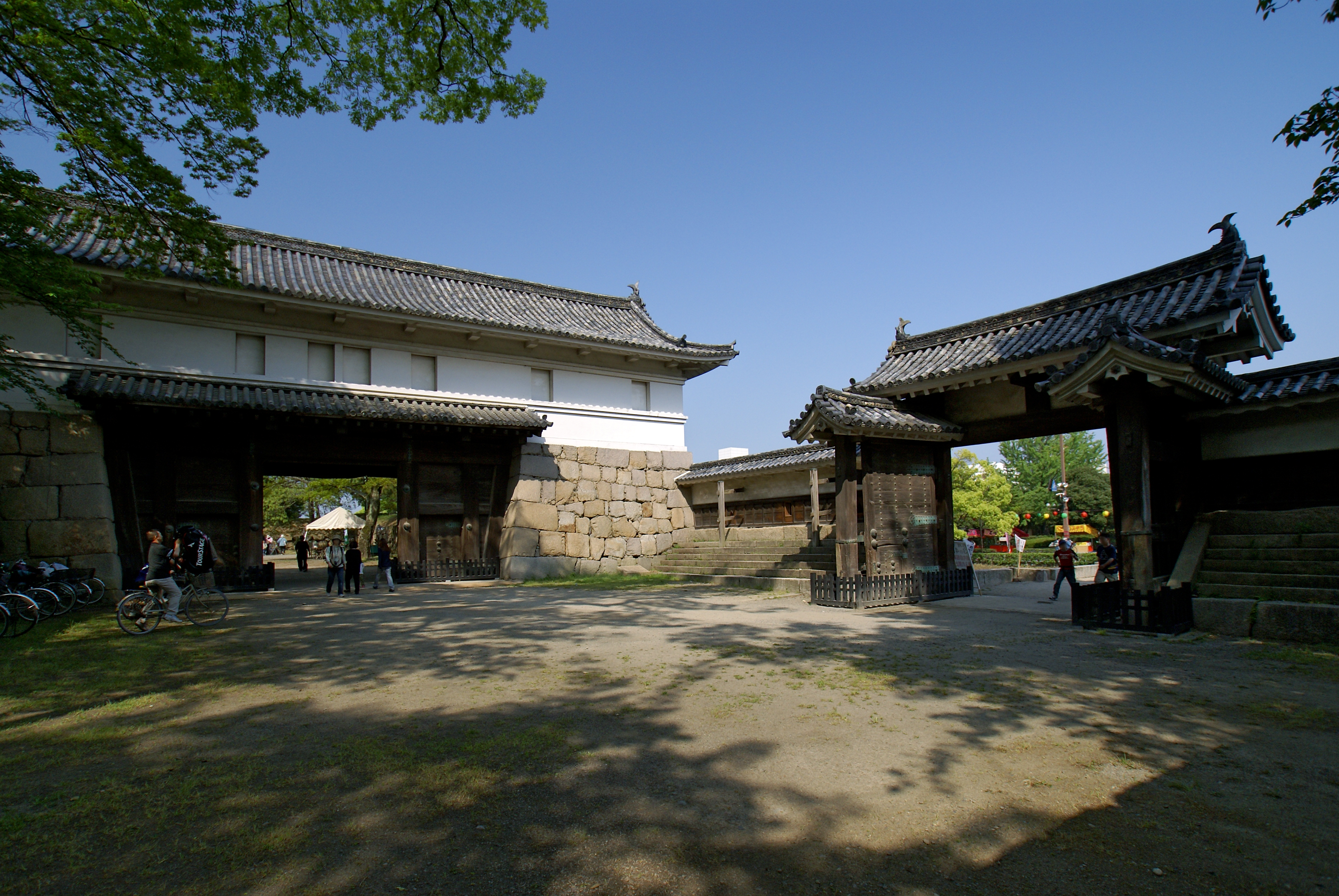
左為大手一門，右為大手二門

## 歷史

### 室町時代、安土桃山時代
室町時代初期，管領細川賴之給予奈良元安，鵜足及那珂兩郡，元安將宇多山的聖通寺山作為居城，並在那珂郡的津森建造支城，此支城被推定為丸龜城的起源。
天正3年（1575年），奈良氏家臣投敵於西讚岐守護代香川氏麾下，香川氏趁這次機會攻打奈良氏，並將那珂郡納為領地。
慶長2年（1597年），入封至讚岐國的生駒親正與其子生駒一正，以安土城與大阪城作為範本開始建築丸龜城，同7年（1602年）竣工。

### 江戶時代
元和元年（1615年），德川幕府發布一國一城令，丸龜城因此廢城。
寬永17年（1640年），因生駒氏發生生駒騷動，而被流放至出羽國由利郡矢島（現秋田縣由利本莊市矢島町）。生駒氏改易後，幕府將讚岐國分為高松藩和丸龜藩。
寬永18年（1641年），山崎家治由肥後國天草郡富岡（現熊本縣天草郡苓北町）轉封至丸龜藩擔任藩主。
寬永20年（1643年），開始改修丸龜城。
萬治元年（1658年），由於山崎氏無子嗣繼承藩主，改由京極高和接任。
萬治3年（1660年），御三階櫓完成。※此御三階櫓即為現存的天守。
延寶元年（1673年），花費約32年歲月的大改修結束。現存的石垣大多是在此改修中完成的。

### 近代
昭和25年（1950年），天守被認定為重要文化財。
昭和28年（1953年），丸龜城被指定為國家史蹟。
昭和32年（1957年），大手一門與大手二門被認定為重要文化財。
平成16年（2006年），被選為日本100名城(78號)。
平成30年（2018年），因豪雨與颱風之影響，造成三之丸石垣、帶曲輪石垣（南面與南西面）坍塌

，目前正在修復的階段，預計於令和6年（2024年）完工
。

## 城主一覧
- 生駒氏
  1. 生駒親正
  2. 生駒一正（日语：生駒一正）
  3. 生駒正俊（日语：生駒正俊）
  4. 生駒高俊（日语：生駒高俊）

- 山崎氏（丸龜藩主）
  1. 山崎家治（日语：山崎家治）
  2. 山崎俊家（日语：山崎俊家）
  3. 山崎治賴（日语：山崎治頼）

- 京極氏（丸龜藩主）
  1. 京極高和（日语：京極高和）
  2. 京極高豐（日语：京極高豊）
  3. 京極高或（日语：京極高或）
  4. 京極高矩（日语：京極高矩）
  5. 京極高中（日语：京極高中）
  6. 京極高朗（日语：京極高朗）
  7. 京極朗徹（日语：京極朗徹）

## 備註
1. ↑   (PDF).   [2021-09-11]. 原始内容存档于2021-09-10.
2. ↑   (PDF).   [2021-09-11]. 原始内容存档于2021-09-10.

## 關聯條目
- 日本城堡列表
- 日本100名城

## 外部連結
- 丸龜城（页面存档备份，存于）